# Teje (królowa)

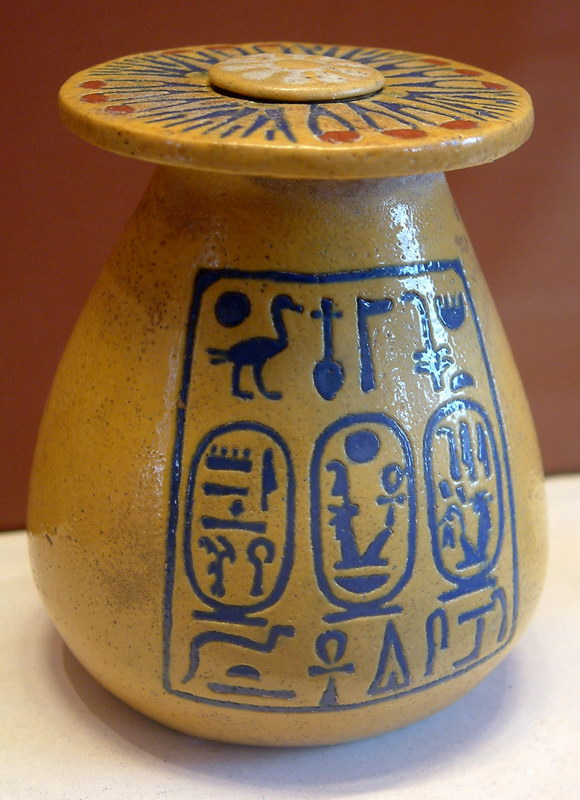
Fajansowa waza z kartuszami Amenhotepa III i królowej Teje; Muzeum w Luwrze, Paryż

Teje, Tii, Teye, Tiji (ur. ok. 1400/1399 r. p.n.e., zm. ok. 1338 r. p.n.e.) – Wielka Małżonka Królewska, główna żona faraona Amenhotepa III.
| M23 | N41 · X1 |

|                   |     |     |    |    |
| \| \| \| \| \| \| |     |     |    |    |
|                   |     |     |    |    |
| U33               | M17 | M17 | Z4 | B7 |

| U33 | M17 | M17 | Z4 | B7 |

|                   |     |     |    |    |
| \| \| \| \| \| \| |     |     |    |    |
|                   |     |     |    |    |
| U33               | M17 | M17 | Z4 | B7 |

| U33 | M17 | M17 | Z4 | B7 |

Teje była córką Jujego, który nosił tytuł Boskiego Ojca oraz piastował funkcję kapłana Mina; był także oficerem odpowiedzialnym za sprawność rydwanów bojowych, oraz jego żony, Czuju, która była przełożoną w haremie Mina oraz przełożoną w haremie Amona, a nosiła dworski tytuł Królewskiej Ozdoby.
Żoną Amenhotepa Teje została jako jedenasto- lub dwunastoletnia dziewczynka, wkrótce po objęciu przez niego władzy, a więc ok. 1388 r. p.n.e. Faraon darzył wielkim uczuciem swoją żonę, która słynęła na całym dworze ze swojej mądrości, inteligencji oraz zmysłu politycznego i talentów dyplomatycznych. Król rozkazał dla niej wybudować wspaniały pałac w Malkata, niedaleko Teb Zachodnich, gdzie przeniosła się cała rodzina królewska.
Teje dała Amenhotepowi dwóch synów – Totmesa (miał przejąć władzę po śmierci ojca, ale zmarł przedwcześnie jako dziecko) oraz Amenhotepa (późniejszego faraona Echnatona), a także córki – Sitamon, która została kolejną małżonką Amenhotepa III, Iset, Henuttaunebu i Nebetah.
Po śmierci Amenhotepa III, Teje już jako królowa-matka wciąż cieszyła się wielkim szacunkiem i wielkimi wpływami. To dzięki niej Aj (będący prawdopodobnie jej bratem) zrobił karierę jako wezyr i z czasem stał się najważniejszą osobą w Egipcie zaraz po faraonie. Pod jej znacznym wpływem pozostawał jej syn, faraon Echnaton. Wspierała go w jego rządach, a szczególnie w konflikcie z kapłanami Amona Tebańskiego i z zapałem propagowała nowo powstały kult Atona.

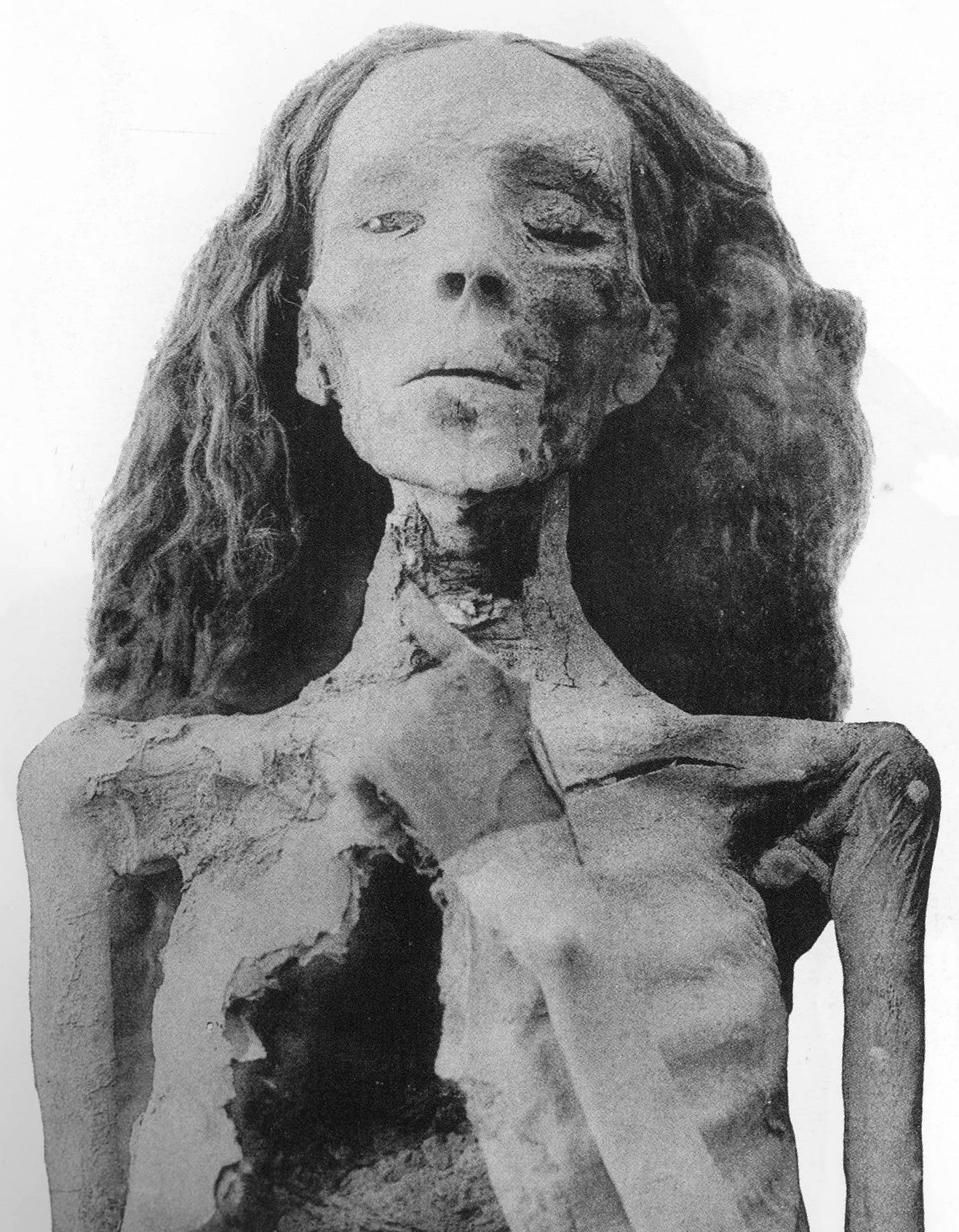
Mumia królowej Teje, Muzeum Egipskie w Kairze

Zmarła w 12. roku panowania Echnatona, a więc ok. roku 1338 p.n.e. Została złożona początkowo w grobowcu KV55 w Dolinie Królów, po pewnym czasie jej mumię przeniesiono do tajemnej skrytki w grobowcu Amenhotepa II (KV35). Badania genetyczne przeprowadzone w 2009 r. potwierdziły, że znaleziona w niej mumia 40-50-letniej kobiety, określana jako Starsza Dama, to mumia królowej Teje.
Była matką faraona Echnatona, żoną, a zarazem teściową Amenhotepa III (ich córka, Sitamon poślubiła swojego ojca), a także babką dwóch faraonów – Smenchkare i Tutanchamona.
Teje pojawia się w powieści Egipcjanin Sinuhe Miki Waltari.